# Cocky AF
Cocky AF è un singolo della rapper statunitense Megan Thee Stallion, pubblicato il 12 febbraio 2018 come primo estratto dal secondo EP Tina Snow.